# Jutigny
Jutigny település Franciaországban, Seine-et-Marne megyében. Lakosainak száma 542 fő (2022. január 1.). Jutigny Les Ormes-sur-Voulzie, Paroy, Savins, Chalmaison és Longueville községekkel határos.

## Népesség
A település népességének változása:
| Lakosok száma | 541  | 543  | 557  | 551  | 542  | 537  | 532  | 537  | 542  |
|               | 2013 | 2015 | 2016 | 2017 | 2018 | 2019 | 2020 | 2021 | 2022 |